# Parc commémoratif de la Grande Synagogue d'Oświęcim
Le Parc commémoratif de la Grande Synagogue d'Oświęcim est un parc dédié à la mémoire de la Grande Synagogue d'Oświęcim, détruite au début de la Seconde Guerre mondiale.

## Emplacement
Le parc est situé dans la rue Berka Joselewicza a Oświęcim.

## Histoire
En 1939, la Grande Synagogue – le plus grand temple juif de la ville – a été incendiée et puis démolie par les occupants allemands. Après la guerre, le temple n'a pas été reconstruit.
L'endroit où se trouvait la synagogue a été laissé vide en témoignage des événements de la guerre. Au fil des années, arbres et arbustes ont envahi l'espace vide précédemment occupé par la synagogue.
Près de 80 ans après la destruction de la Synagogue, les habitants ont décidé de créer un parc de commémoration et de réflexion dans ce quartier. Le projet a été initié par le Centre Juif d'Auschwitz et a été réalisé grâce à une collecte de fonds, à laquelle ont participé les habitants d'Oświęcim, des entrepreneurs locaux, des institutions publiques, ainsi que des descendants de Juifs d'Oświęcim.

## Architecture et symbolisme

### Architecture

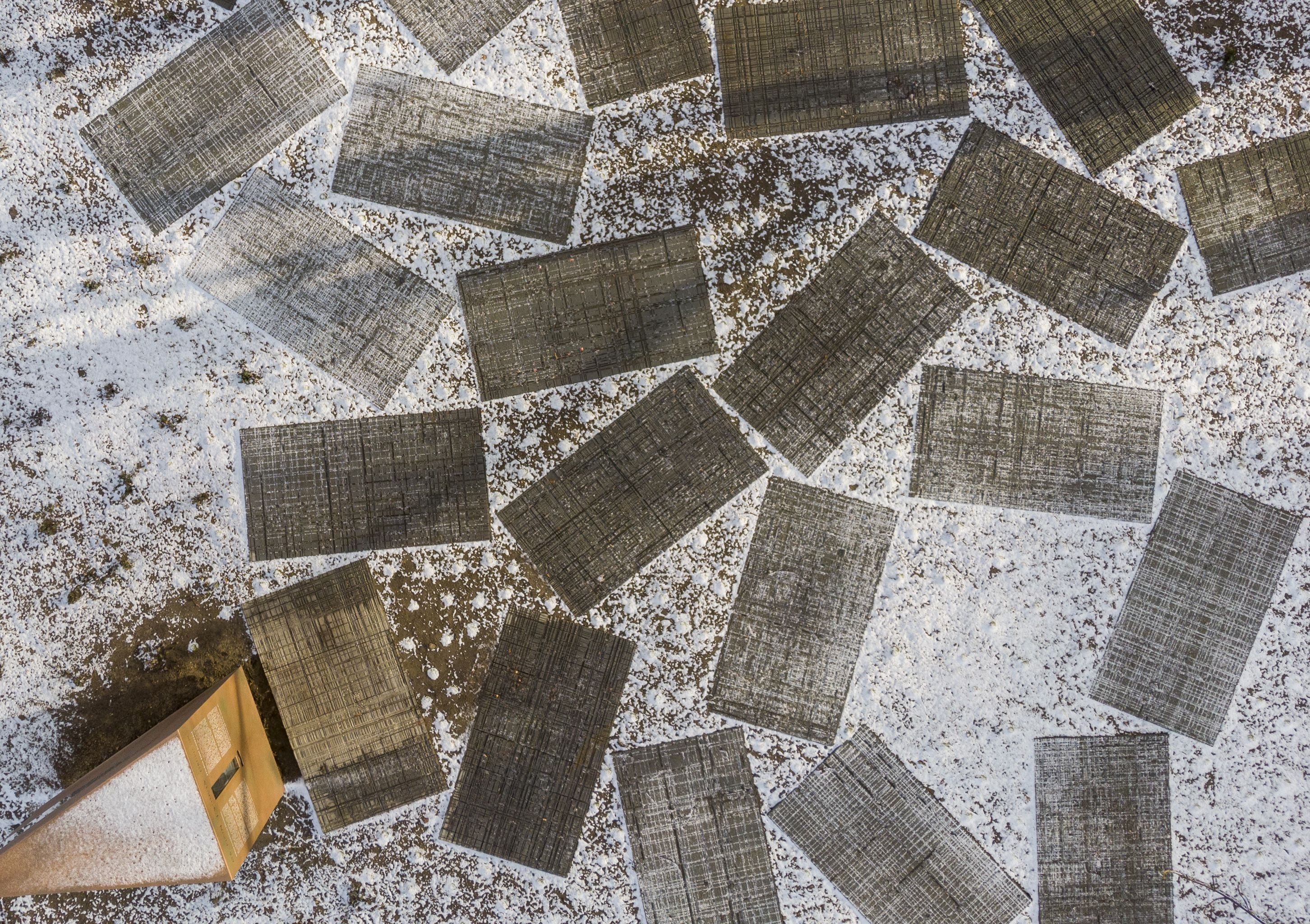
Parc commémoratif

Dans le parc, on trouve des plaques racontant l'histoire de la synagogue, des bancs pour les visiteurs avec des perforations symboliques représentant les signes du zodiaque reflétant les ornements de la Grande Synagogue, et de la verdure. L'endroit est d'offrir aux résidents et aux touristes un espace de paix et de réflexion.
La conception du parc est censée nous rappeler la forme de la synagogue aujourd'hui disparue. Le contour de la projection du temple a été dessiné autour des dalles de granit sous la forme d'une fine bordure séparant le centre du parc de la verdure environnante. L'élément architectural principal du parc est une mosaïque de quarante dalles de grès. Chacun des panneaux mesurant 120 × 220 cm, comprend des "reliefs" formés par des rainures de différentes profondeurs, dont l'apparence change sous l'influence des changements d'éclairage - changement de temps, soleil, pluie ou neige.
Le parc a aussi une exposition avec photos de la synagogue et un modèle spatial de la synagogue, ainsi qu'une plaque avec des informations sur l'histoire du site commémoratif.

### Symboles

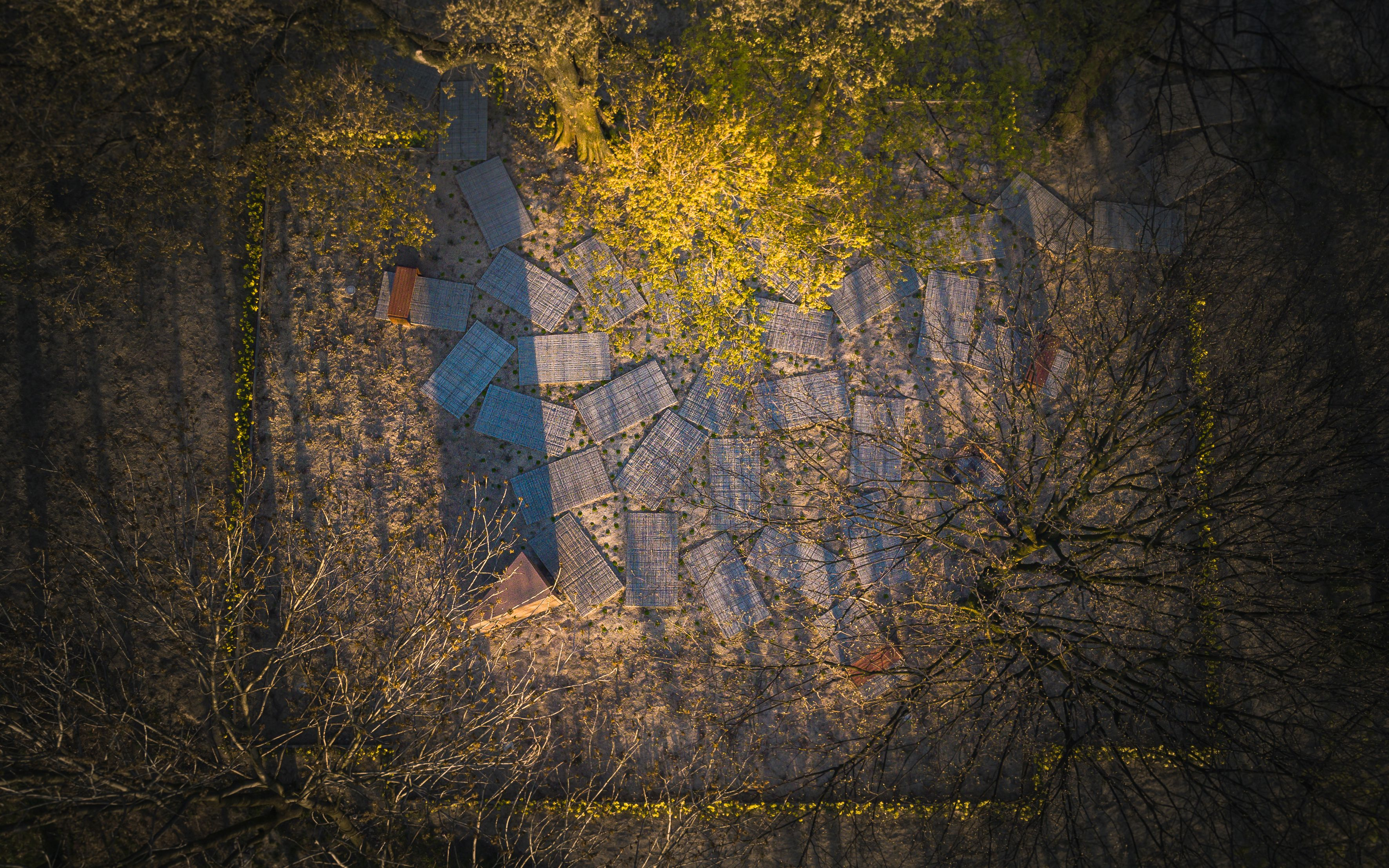
Parc commémoratif, vue plongeante

Les dalles de granit, auparavant considérées comme des déchets industriels, ont été sélectionnées pour les lignes d'entaille créées lorsque les dalles servaient de base à la découpe d'autres matières premières. Des encoches de différentes profondeurs se croisent et vont dans différentes directions, ce qui peut être lu comme une représentation symbolique des destins humains se croisant et se dirigeant dans différentes directions.
Le parc a également été créé pour rappeler aux gens l'histoire multiculturelle d'Oświęcim d'avant-guerre et la tradition d'ouverture à diverses cultures, religions et traditions.

## Prix d'architecture
La conception du Parc et sa mise en œuvre dans l'espace de la ville ont reçu plusieurs nominations et prix d'architecture:
- Nomination au Prix de l'Union européenne pour l'architecture contemporaine – Prix Mies van der Rohe (2021, pour 2022)[4]
- Prix de la voïvodie de Petite-Pologne Stanislaw Witkiewicz[5],
- Concours "La vie en architecture" dans la catégorie "Le meilleur espace public de Pologne en 2015-2019"
- 1er prix dans la catégorie "Espace public", concours organisé par la société des urbanistes polonais.